# الیوم بوکار
الیوم بوکار (انگلیسی: Alioum Boukar؛ زادهٔ ۳ ژانویهٔ ۱۹۷۲) یک دروازه‌بان فوتبال بازنشسته اهل کامرون است.
وی همچنین در تیم ملی فوتبال کامرون بازی کرده و عضو ترکیب بازیکنان ایت تیم در دو جام جهانی ۱۹۹۸ و ۲۰۰۲ بوده است.
او دارای تابعیت ترکیه ای است و نامش را به علی اویانیک تغییر داده است.